# Градски легенди: Развръзката
„Градски легенди: Развръзката“ (на английски: Urban Legends: Final Cut) е слашър филм от 2000 г. на режисьора Джон Отман в режисьорския си дебют, и участват Дженифър Морисън, Матю Дейвис, Харт Бокнър, Джоузеф Лорънс, Антъни Андерсън и Лорета Дивайн. Освен че е режисьор, Отман също е монтажист и композитор на филма. Като продължение на „Градски легенди“ (1998), той е втората част от филмовата поредица „Градски легенди“.
Заснет в края на 1999 г., премиерата на филма е на 22 септември 2000 г. в Съединените щати от „Кълъмбия Пикчърс“, който печели 38,6 млн. щ.д. при бюджет от 14 млн. щ.д.

## Филми от поредицата за „Градски легенди“
Поредицата „Градски легенди“ включва 3 филма:
- „Градски легенди“ (1998)
- „Градски легенди: Развръзката“ (2000)
- „Градски легенди: Кървавата Мери“ (2005)